# Лицарський орден
Лицарські ордени — братства воїнів Христових (milites Christi), в тому числі аристократів (лицарів) в країнах Західної Європи, в першу чергу Священній Римській Імперії. Більшість аристократичних сімейств Заходу так чи інакше є нащадками людей, що апелювали до ідеї воїнів Христових середньовіччя, учасників хрестових походів і членів тих чи інших лицарських орденів.
Історія лицарських орденів тісно переплітається з історією лицарства або вершництва як явища. Ще в старожитньому Римі існував окремий прошарок вершників, який стояв нижче за патриціїв, але вище за простих громадян і який складав основу римського війська. Саме до нього потрапляли всі ті варварські воєначальники, які переходили на службу до Риму й отримували римське громадянство. Тому не дивно, що найстародавніші й найблагородніші роди у середньовічній Європі вели своє походження від римських вершників і вважали християнську Священну Римську Імперію гідним продовжувачем історії стародавнього Риму. Саме вони ці багаті та знатні родини дали Європі перших лицарів (вершників — німецькою).
Починаючи з XV століття, лицарські ордени, часто як династичні ордени, почали створюватися більш куртуазним чином. У цих орденах часто зберігалося уявлення про те, що вони є членами товариства чи іншим об'єднанням членів, проте, зрештою, деякі з них були суто почесними, що полягали у нагородженні медаллю. Пізніше ці прикраси часто стали неформально називати орденами. Ці організації, у свою чергу, дали початок сучасним лицарським орденам, що утворені для нагород за заслуги суверенних держав.
Після невдач хрестових походів, військові ордени хрестоносців почали ідеалізувати й романтизувати, в результаті в пізнє середньовіччя з'явилася ідея лицарства. Дослідник Д'арсі Бултон у 1987 розбив лицарські ордени XIV і XV століть на такі категорії:

## Монархічні Ордени
Головами є монархи.
1. Орден святого Георгія, заснований Карлом I Угорським, титулярним Королем Галичини та Володимирії, 1325/26
2. Орден Паса, заснований Альфонсо XI Кастільським бл. 1330
3. Орден Підв'язки, заснований Едуардом III, королем Англії, бл. 1348
4. Орден Зірки, заснований Жаном III, королем Франції, бл. 1351
5. Орден Вузла, заснований Луї I, королем Неаполя, 1352
6. Орден Найсвятішого Благовіщення, заснований Амадеєм VI, графом Савойським 1362
7. Орден Корабля, заснований Карлом III, королем Неаполя, Угорщини, титулярним Королем Галичини та Володимирії, 1 грудня 1381
8. Орден Дракона, заснований Сигізмундом I, королем Угорщини, титулярним Королем Галичини та Володимирії, 1408
9. Орден Золотого Руна, заснований Філіпп III, графом Бургундії, 1430
10. Орден святого Михайла, заснований Людовик XI, королем Франції, 1469
11. Орден Будяка у Шотландії
12. Мальтійський орден у Ватикані, Італії.

## Військово-лицарські Ордени
- Добринський Орден — чернечий лицарський орден заснований 1228 року Мазовецьким князем Конрадом І.
- Орден Монтеси — військово-чернечий орден, заснований 1357 року в Арагонському королівстві.

Багато дослідників порівнюють козацькі війська, зокрема Військо Запорізьке з лицарськими орденами Європи періоду Середньовіччя, навіть називають православним лицарським орденом Європи.
1. Запорозька Січ — подібно до католицьких лицарських орденів запорозьке козацтво було пов'язане узами общини (societas), віри (religio) та покликання (vocatio) або мети.

## Ордени принців
Засновані принцами; більшість яких схожі зі статутами Ордену Золотого Руна, після 1430.
1. Орден Cвятої Катерини, заснований Гумбертом ІІ прибл. у 1335
2. Орден Святого Антонія, заснований Альбрехтом І Баварським в 1384
3. Орден Рюденбандів, в Сілезії, Лужиці та Богемії, бл. 1389
4. Орден Глека, засноване королем Арагону  Фернандо I, 1403
5. Товариство Орла, засноване Альбрехтом II в 1433
6. Товариство Нашої Пані (відоме також як Орден Лебедя), заснований Фрідріхом II Бранденбурзьким у 1440
7. Орден Святого Гумберта, заснований Герхардом V, герцогом Юліх-Берзьким в 1444
8. Орден Півмісяця, заснований Рене Анжуйським в 1448
9. Товариство  Святого Єремії, засноване Фрідріхом II в 1450

## Баронські Ордени
1. Орден святого Гумберта (Barrois, 1422)
2. Орден святого Георгія Ружмонтського (Франш-конте, 1440)

## Ордени-Братства
сформовані для окремих кампаній
1. Компанія Чорного Лебедя, заснований 3 принцами і 11 лицарями в савойї в (1350)
2. Corps et Ordre du Tiercelet, заснований віконтом де Туар і 17 баронами в Пуату (1377)

## Клятвені Ордени
Тимчасово формовані на основі присяги; були швидше витонченими лицарськими іграми, ніж справжніми обітницями; відомо три таких ордени із статутів:
1. Emprise de l'escu vert la Dame Blanche (Орден Білої Дами із Зеленим Щитом), заснований Жаном II ле Менгр і 12 лицарями в 1399 на 5 років
2. Emprise du Fer de Prisonnier (Орден залізного в'язня), заснований Jean de Bourbon і 16 лицарями в 1415 на 2 роки
3. Enterprise of the Dragon, заснований Жаном I де Фуа на 2 рік.

## Почесні ордени
1. Орден святої гробниці, для лицарів, які зробили паломництво до Єрусалиму з XV століття
2. Лицарі святої Катерини гори Синай, приблизно такий же, але з XI по XV століття
3. Орден Золотої Шпори, папський орден
4. Лицарі Лазні, у Англії (створений заново в 1725)